# Тюдель (Коррез)
Тюде́ль (фр. Tudeils, окс. Tudel) — коммуна во Франции, находится в регионе Лимузен. Департамент — Коррез. Входит в состав кантона Больё-сюр-Дордонь. Округ коммуны — Брив-ла-Гайярд.
Код INSEE коммуны — 19271.
Коммуна расположена приблизительно в 430 км к югу от Парижа, в 100 км юго-восточнее Лиможа, в 25 км к югу от Тюля.

## Население
Население коммуны на 2008 год составляло 249 человек.
| 1962 | 1968 | 1975 | 1982 | 1990 | 1999 | 2008 |
| ---- | ---- | ---- | ---- | ---- | ---- | ---- |
| 372  | 347  | 317  | 277  | 263  | 224  | 249  |

## Экономика
В 2007 году среди 145 человек в трудоспособном возрасте (15-64 лет) 101 были экономически активными, 44 — неактивными (показатель активности — 69,7 %, в 1999 году было 71,9 %). Из 101 активных работали 95 человек (58 мужчин и 37 женщин), безработных было 6 (2 мужчин и 4 женщины). Среди 44 неактивных 9 человек были учениками или студентами, 16 — пенсионерами, 19 были неактивными по другим причинам.

## Достопримечательности
- Придорожный крест (XVI век). Памятник истории с 1972 года[3]
- Замок Сальванье
- Замок Лалле
- Замок Лакост